# Kwon Hae-hyo
Kwon Hae-hyo (en hangul, 권해효; Seúl, 6 de noviembre de 1965) es un veterano actor surcoreano.

## Carrera
Kwon se graduó en el Departamento de Teatro y Cine de la Universidad de Hanyang, y comenzó a actuar en teatro a principios de la década de los 90 del siglo XX. Debutó en cine en 1992 con la película Myong-ja Akiko Sonia. El director Lee Jang-ho lo vio actuando en la escuela y le ofreció un papel en la misma. Desde entonces y hasta 2022 ha actuado en casi sesenta películas y otras tantas series de televisión, aunque solo en algunos casos como protagonista, entre los cuales los filmes The Real Man (1996) y The Day After (2017, dirigida por Hong Sang-soo), que protagoniza junto a su mujer en la vida real, la actriz de teatro Jo Yoon-hee.
La presencia de Kwon en las obras del director Hong Sang-soo ya había empezado en 2016 con Lo tuyo y tú, y se prolongó a lo largo de los años 20, en los filmes La mujer que escapó (2019), In Front of Your Face (2021), The Novelist's Film y En lo alto (ambas de 2022).

## Activismo social
Además de su larga trayectoria como actor, Kwon se ha implicado a lo largo de los años en numerosas causas sociales: ha participado en el movimiento Unite Our People, en Abolir el Registro Familiar y Crear la Organización para la Igualdad Familiar, ha sido miembro de la Alianza Cultural por la Paz en Daechur, así como del Grupo por los Derechos Humanos Minkahyup, y ha moderado y encabezado múltiples asambleas y protestas. Desinteresado por la situación política en sus años universitarios, que coincidieron con el gobierno autoritario de Chun Doo-hwan, cambió de opinión tras participar en una simulación de un día de cárcel organizada por el grupo Minkahyup. Así, luchó por la abolición del registro familiar, que negaba los derechos de propiedad y la custodia de los hijos a las mujeres divorciadas y viudas, meta que se alcanzó en 2005. En 2009 se le consideraba «la celebridad políticamente más activa después de Myeong Gye-nam y Moon Seong-geun».
En 2011 realizó una protesta en solitario de noventa minutos frente a la estatua del general Yi Sun-sin en la plaza Gwanghwamun, en el marco de las huelgas y protestas estudiantiles y cívicas contra los altos costes de las matrículas universitarias. Ese mismo año también intervino en las protestas ante la embajada de Japón para pedir compensaciones para las mujeres de solaz explotadas por el ejército nipón durante el dominio colonial.
Toda esta actividad política provocó en 2010 que el Servicio Nacional de Inteligencia presionara a SBS para que excluyera al actor del reparto de la serie Jejungwon, según declaró en 2017 el productor de esta. En ese mismo año el actor cumplía diecisiete como embajador de la Federación Coreana de Organizaciones de Mujeres. También es representante de Mongdang Pencil, una organización que apoya a las escuelas coreanas en Japón.

## Filmografía

### Películas
| Año  | Título                                  | Papel                               | Notas                                      | Ref.          |
| ---- | --------------------------------------- | ----------------------------------- | ------------------------------------------ | ------------- |
| 1992 | Myong-ja Akiko Sonia                    |                                     |                                            | [ 3 ]         |
| 1994 | Out to the World                        |                                     |                                            |               |
| 1994 | The Fox with Nine Tails                 |                                     |                                            | [ 13 ]        |
| 1994 | Rules of the Game                       | Lee Ki-ri                           |                                            | [ 14 ]        |
| 1996 | The Real Man                            | Hombre                              |                                            | [ 4 ]         |
| 1996 | Ghost Mamma                             | Byun Joo-ho                         |                                            | [ 13 ]        |
| 1997 | Change                                  | Subcapataz                          |                                            |               |
| 1998 | Tie a Yellow Ribbon                     | Bo-sung                             |                                            |               |
| 1999 | My Computer                             | Detective                           | Cortometraje                               | [ 15 ]        |
| 1999 | A+ Life                                 | Ji-seok                             |                                            |               |
| 2001 | A Day                                   | Gerente de tienda de infancia       | Cameo                                      | [ 16 ]        |
| 2001 | Last Present                            | Hak-soo                             |                                            | [ 17 ]        |
| 2001 | This Is Law                             |                                     | Cameo                                      |               |
| 2002 | The Beauty in Dream                     | Doctor                              | Cameo                                      | [ 18 ]        |
| 2002 | Family                                  | Fiscal Choi                         |                                            |               |
| 2009 | Ochetuji Diary                          | Narrador                            |                                            |               |
| 2010 | One Night Stand                         | Narrador ("Third Night")            | Película colectiva en tres partes          | [ 19 ]        |
| 2010 | Hearty Paws 2                           | Bong-gu                             |                                            |               |
| 2010 | Cyrano Agency                           | Presidente Kwon                     | Cameo                                      | [ 20 ]        |
| 2011 | Never Say I Can't                       | Él mismo                            | Cameo                                      |               |
| 2012 | Never Ending Story                      | Doctor                              |                                            |               |
| 2012 | En otro país                            | Jong-soo                            |                                            | [ 21 ]        |
| 2012 | Two Weddings and a Funeral              | Médico senior                       | Cameo                                      | [ 22 ]        |
| 2012 | Perfect Number                          | Jefe de policía                     |                                            |               |
| 2013 | Happiness for Sale                      | Jefe de sección, jefe de Kang Mi-na | Cameo                                      |               |
| 2013 | Killer Toon                             | Jo Seon-gi                          |                                            |               |
| 2013 | The Fake                                | Choi Gyeong-seok                    | Voz                                        | [ 23 ]        |
| 2014 | Hot Young Bloods                        | Kang Dae-pan                        |                                            |               |
| 2014 | Venus Talk                              | Representante Park                  |                                            | [ 24 ]        |
| 2014 | Whistle Blower                          | Director general de la emisora      | Cameo                                      | [ 25 ]        |
| 2015 | C'est Si Bon                            | Kim Choon-sik                       |                                            | [ 13 ]        |
| 2015 | Strangers on the Field                  | Narrador de documental              |                                            |               |
| 2015 | Minority Opinion                        | Juez                                |                                            | [ 26 ]        |
| 2016 | Vanishing Time: A Boy Who Returned      | Baek-gi                             |                                            | [ 27 ]        |
| 2016 | Split                                   | CEO Baek                            |                                            |               |
| 2016 | Lo tuyo y tú                            | Park Jae-young                      |                                            | [ 28 ]        |
| 2016 | Don't Forget Me                         | Park Kyoung-joon                    |                                            | [ 13 ]        |
| 2017 | En la playa sola de noche               | Chun-woo                            |                                            | [ 29 ]        |
| 2017 | Sueño lúcido                            | Director Park                       | Cameo                                      |               |
| 2017 | The Day After                           | Kim Bong-wan                        | Comparte reparto con su esposa Jo Yoon-hee | [ 30 ] [ 4 ]  |
| 2018 | The Vanished                            | Jefe de policía                     | Aparición especial                         |               |
| 2018 | Goodbye My Father                       |                                     |                                            |               |
| 2018 | Hotel by the River                      | Kyung-soo                           |                                            | [ 31 ]        |
| 2019 | Juror 8                                 | Presidente del tribunal             |                                            | [ 32 ]        |
| 2019 | Tazza: One Eyed Jack                    | Sr. Kwon                            |                                            | [ 33 ]        |
| 2020 | La mujer que escapó                     | Sr. Jung                            |                                            | [ 12 ] [ 34 ] |
| 2020 | Fukuoka                                 | Hae-hyo                             |                                            | [ 12 ] [ 35 ] |
| 2020 | Peninsula                               | Hermano Kim                         |                                            | [ 12 ] [ 36 ] |
| 2021 | Whispering Corridors 6: The Humming     | Bae Gwang-mo                        |                                            | [ 37 ]        |
| 2021 | The Cursed: Again                       | Lee Sang-in                         |                                            | [ 38 ]        |
| 2021 | In Front of Your Face                   | Jae-Won                             |                                            | [ 39 ]        |
| 2021 | Taeil                                   | Presidente Hanmi-sa                 | Voz (película de animación)                | [ 40 ]        |
| 2022 | La película de la novelista             | Hyo-jin                             |                                            | [ 41 ]        |
| 2022 | Hommage                                 |                                     |                                            | [ 42 ] [ 43 ] |
| 2022 | En lo alto                              | Byung-soo                           |                                            | [ 5 ] [ 44 ]  |
| 2024 | A Traveler’s Needs                      | Hae-soon                            |                                            | [ 45 ]        |
| 2024 | By the Stream                           | Chu Si-eon                          |                                            | [ 46 ]        |
| 2024 | Bogotá: Tierra de últimas oportunidades | Sargento Park Jang-soo              |                                            | [ 47 ] [ 48 ] |
| 2025 | What Does That Nature Say to You        | Kim Oh-ryeong                       |                                            | [ 49 ]        |

### Series de televisión
| Año  | Título                                              | Papel                                     | Canal      | Notas                         | Ref.          |
| ---- | --------------------------------------------------- | ----------------------------------------- | ---------- | ----------------------------- | ------------- |
| 1993 | The Faraway Ssongba River                           | Sung Han-soo                              | SBS        |                               |               |
| 1994 | Love Is in Your Arms                                |                                           | MBC        |                               | [ 1 ]         |
| 1994 | Two Detectives                                      | Heo Geun-bal                              | SBS        |                               | [ 1 ]         |
| 1995 | Good Man, Good Woman                                | Min-ho                                    | KBS2       |                               |               |
| 1996 | Reporting for Duty                                  | Chu Jae-sik                               | KBS2       |                               |               |
| 1996 | Three Guys and Three Girls                          | Propietario del café Kwon Hae-hyo         | MBC        |                               |               |
| 1997 | OK Ranch                                            | Instructor de pilotos                     | SBS        |                               |               |
| 1997 | Revenge and Passion                                 | Jang Dong-wook                            | MBC        |                               |               |
| 1998 | Eun-shil                                            | Jang Nak-cheon                            | SBS        |                               |               |
| 1998 | Mister Q                                            | Go Kwang-ryul                             | SBS        |                               |               |
| 1999 | Did You Ever Love?                                  | Lee Kang-jae                              | KBS2       |                               |               |
| 1999 | Beautiful Secret                                    | Kang-pyo                                  | KBS2       |                               |               |
| 2000 | Popcorn                                             | Oh Dong-seok                              | SBS        |                               | [ 50 ]        |
| 2000 | Brushing Against Each Other in the Elevator         |                                           | MBC        | MBC Best Theater, un capítulo |               |
| 2001 | Well Known Woman                                    | Park In-sang                              | SBS        |                               | [ 51 ]        |
| 2001 | Orient Theatre                                      | Im Sung-kyu                               | KBS2       |                               | [ 52 ]        |
| 2001 | Man of Autumn                                       | Choi Tae-sik                              | SBS        |                               | [ 53 ]        |
| 2002 | Sonata de invierno                                  | Kim Sun-bae                               | KBS2       |                               | [ 54 ]        |
| 2002 | Successful Story of a Bright Girl                   | Joo Soo-bong                              | SBS        |                               | [ 55 ]        |
| 2002 | Reservation for Love                                | Jang Seung-won                            | MBC        |                               |               |
| 2002 | To Be with You                                      | Lee Ji-won                                | KBS1       |                               |               |
| 2003 | My Fair Lady                                        | Go Hyun-tak                               | SBS        |                               | [ 56 ] [ 57 ] |
| 2003 | Pretty Woman                                        | Kang Hyun-jae                             | MBC        |                               |               |
| 2004 | Dog Bowl                                            | Joong-tae                                 | SBS        |                               |               |
| 2004 | Forbidden Love                                      | Detective Moon                            | KBS2       |                               | [ 58 ]        |
| 2005 | Chin Up, Dad!                                       | Kim Bong-soo                              | KBS2       | Drama City                    |               |
| 2005 | My Love Toram                                       | Yeom Dong-ho                              | SBS        |                               |               |
| 2005 | Merry Mr. Yoo Pil-man                               | Kim Bong-soo                              | KBS2       | Drama City                    |               |
| 2005 | Mi adorable Sam Soon                                | Lee Hyun-moo                              | MBC        |                               | [ 59 ]        |
| 2005 | I Love You, My Enemy                                | Kwon Dal-pyung                            | SBS        |                               | [ 60 ]        |
| 2005 | My Rosy Life                                        | Chun Won-man                              | KBS2       |                               | [ 61 ]        |
| 2006 | Thank You, My Life                                  | Kim Ki-ho                                 | KBS2       |                               | [ 62 ]        |
| 2006 | A Farewell to Arms                                  | Chun Man-seok                             | KBS2       |                               | [ 63 ]        |
| 2006 | Please Come Back, Soon-ae                           | Han Hyun-jong                             | SBS        |                               | [ 64 ]        |
| 2006 | What's Up Fox                                       | Hwang Yong-kil                            | MBC        |                               | [ 65 ]        |
| 2007 | Dear Lover                                          | Park Kwang                                | SBS        |                               |               |
| 2007 | Air City                                            | Min Byung-kwan                            | MBC        |                               | [ 66 ]        |
| 2007 | Golden Bride                                        | Cha Byuk-soo                              | SBS        |                               | [ 67 ]        |
| 2007 | Bong-jae Returns                                    | Park Jung-hee                             | MBC        | MBC Best Theater, un capítulo |               |
| 2008 | Daebak Life                                         | Yoo Gwi-chul                              | KNN/Dramax |                               |               |
| 2008 | Elephant                                            | Guk Young-soo                             | MBC        |                               | [ 58 ] [ 68 ] |
| 2008 | Who Are You?                                        | Consultor de servicios funerarios         | MBC        |                               | [ 69 ]        |
| 2009 | Caín y Abel                                         | Kim Jin-geun                              | SBS        |                               | [ 70 ]        |
| 2009 | The Last Report About Cardinal Stephen Kim Sou-hwan | Padre Gong                                | PBC        |                               |               |
| 2010 | Jejungwon                                           | Oh Chung-hwan                             | SBS        |                               | [ 11 ]        |
| 2010 | Ang Shim Jung                                       | Yoon Geuk-geom                            | E Channel  |                               |               |
| 2010 | Thank You for Making Me Smile                       |                                           | EBS        |                               |               |
| 2011 | Believe in Love                                     | Kwon Ki-chang                             | KBS2       |                               | [ 71 ]        |
| 2011 | Lie to Me                                           | Hwang Seok-bong                           | SBS        |                               |               |
| 2012 | Dream High 2                                        | Joo Jung-wan                              | KBS2       |                               | [ 72 ]        |
| 2012 | Phantom                                             | Han Young-seok                            | SBS        |                               |               |
| 2012 | The King of Dramas                                  | Na Woon-hyung                             | SBS        |                               | [ 73 ]        |
| 2013 | Goddess of Marriage                                 | Noh Jang-soo                              | SBS        |                               | [ 74 ] [ 75 ] |
| 2014 | Angel Eyes                                          | Kim Woo-chul                              | SBS        |                               |               |
| 2014 | Big Man                                             | Gu Deok-gyu                               | KBS2       |                               | [ 76 ]        |
| 2014 | My Spring Days                                      | Lee Hyuk-soo                              | MBC        |                               | [ 77 ]        |
| 2014 | Secret Door                                         | Seo Gyun                                  | SBS        |                               | [ 78 ]        |
| 2015 | My Heart Twinkle Twinkle                            | Dal-Gwan                                  | SBS        |                               | [ 79 ]        |
| 2015 | Twenty Again                                        |                                           | tvN        | Cameo, ep. 7                  |               |
| 2016 | Riders: Catch Tomorrow                              |                                           | E Channel  | Cameo                         |               |
| 2016 | Entertainer                                         | Director de la Oficina de Entretenimiento | SBS        |                               | [ 80 ]        |
| 2016 | Celos encarnados                                    | Oh Jong-Hwan                              | SBS        |                               | [ 81 ]        |
| 2017 | Radiant Office                                      | Park Sang Man                             | MBC        |                               |               |
| 2017 | Girls' Generation 1979                              | Padre de Jeong-hee                        | KBS2       |                               | [ 82 ]        |
| 2019 | The Crowned Clown                                   | Sin Chi-soo                               | tvN        |                               | [ 83 ]        |
| 2019 | Search: WWW                                         | Min Hong-joo                              | tvN        |                               | [ 84 ]        |
| 2020 | Nobody Knows                                        | Jang Gi-ho                                | SBS        |                               | [ 85 ]        |
| 2021 | Mi nombre                                           | Oh Pil-jae                                | JTBC       |                               | [ 86 ]        |
| 2021 | D.P.                                                | Padre de Ahn Jun-ho                       | Netflix    | Cameo                         | [ 87 ]        |
| 2022 | Las inclemencias del amor                           | Ko Bong-chan                              | JTBC       |                               | [ 88 ]        |
| 2024 | Chaebol X Detective                                 | Lee Hyung-joo                             | SBS        |                               | [ 89 ] [ 90 ] |
| 2024 | Wedding Impossible                                  | Hyun Dae-ho                               | tvN        |                               | [ 91 ]        |
| 2024 | Parasyte: los grises                                | Cheol-min                                 | Netflix    |                               | [ 92 ]        |
| 2024 | Black Out                                           | Hyun Gu-tak                               | MBC        |                               | [ 93 ] [ 94 ] |
| 2025 | Our Movie                                           | Lee Jeong-hyo                             | SBS        |                               | [ 95 ] [ 96 ] |

## Premios y nominaciones
| Año  | Premio                            | Categoría                                      | Papel              | Resultado | Ref.            |
| ---- | --------------------------------- | ---------------------------------------------- | ------------------ | --------- | --------------- |
| 1998 | SBS Drama Awards                  | Mejor actor de reparto                         | Mister Q, Eun-shil | Ganador   | [ 97 ]          |
| 2006 | KBS Drama Awards                  | Mejor actor en drama de un acto/especial/breve | A Farewell to Arms | Nominado  |                 |
| 2011 | 10th Future Female Leaders Awards | Premio Especial                                | —                  | Ganador   | [ 98 ]          |
| 2017 | 26th Buil Film Awards             | Mejor actor                                    | The Day After      | Nominado  | [ 99 ]          |
| 2017 | 18th Busan Film Critics Awards    | Mejor actor                                    | The Day After      | Ganador   | [ 100 ]         |
| 2017 | MBC Drama Awards                  | Golden Acting, actor en miniserie              | Radiant Office     | Nominado  |                 |
| 2018 | Wildflower Film Awards            | Mejor actor                                    | The Day After      | Nominado  | [ 101 ] [ 102 ] |
| 2019 | Asian Film Awards                 | Mejor actor de reparto                         | Hotel by the River | Nominado  | [ 31 ]          |